# Josida Jaszujuki
Josida Jaszujuki (Tokió, 1960. augusztus 9. –) japán válogatott labdarúgó, később a japán válogatott szövetségi kapitánya is volt.